# Cicindela

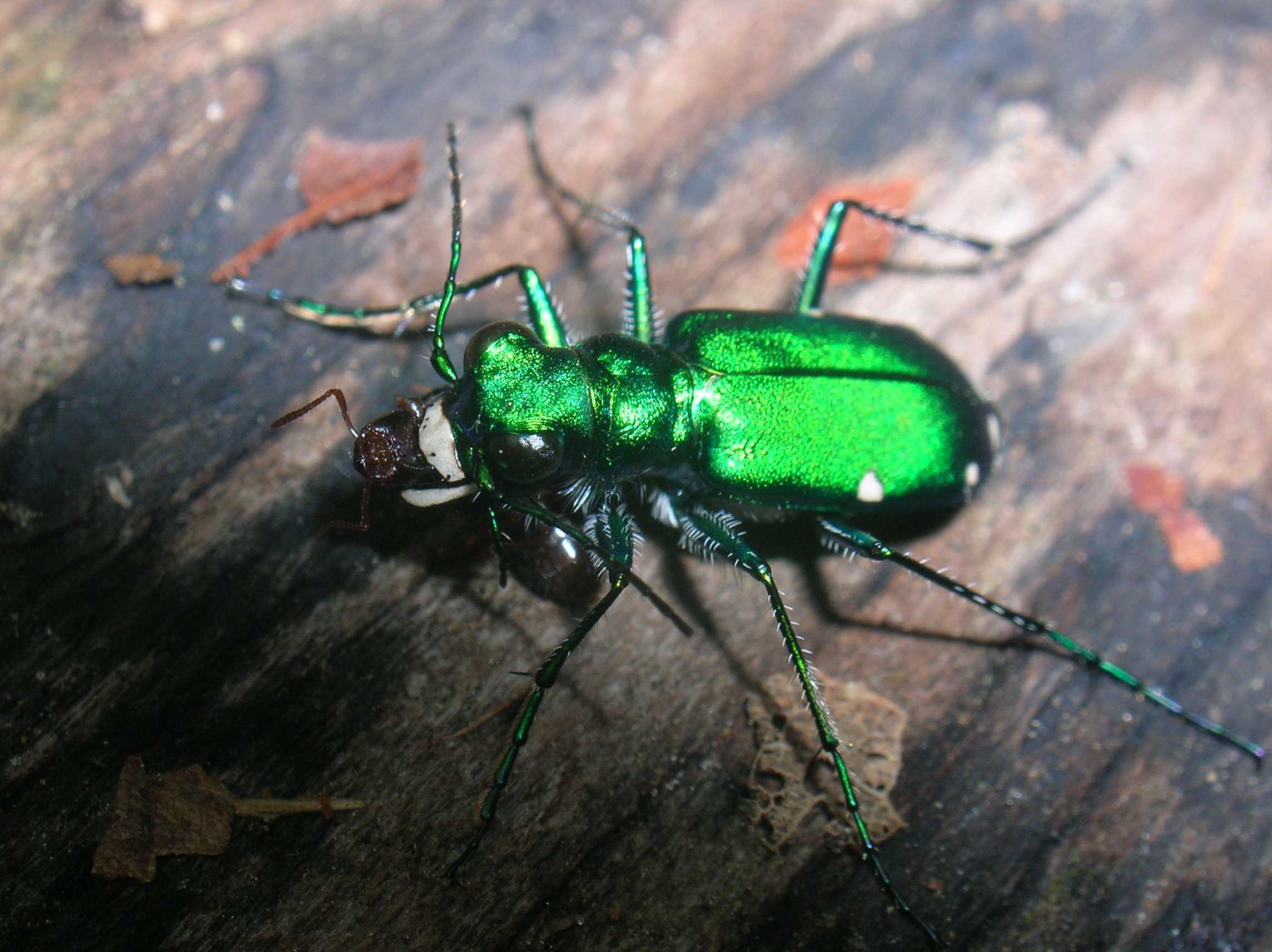
Cicindela sexguttata hangyát eszik

A homokfutrinka (Cicindela) a ragadozó bogarak (Adephaga) alrendjébe sorolt futóbogárfélék (Carabidae) családjában a homokfutrinka-rokonúak (Cicindelini) nemzetségének névadó neme több mint négyszáz leírt fajjal. Angol nevének tükörfordításával magyarul is mind gyakrabban „tigrisbogár” néven említik. Ezt indokolja, hogy magyarul homokfutrinkának nevezünk némely, a futrinkaformák (Carabinae) alcsaládjába tartozó fajokat, így például a sziki homokfutrinkát (Calomera littoralis)

## Származása, elterjedése
Kozmopolita nemzetség, amelynek legtöbb faja Eurázsiában él. Észak-Amerikából 111 faja ismert (Greelane). Észak-Afrikából is ismert (Székessy).

## Megjelenése, felépítése
Erős testű, közepes vagy nagy bogár. Lábai és csápjai aránylag rövidek.
Feje közepesen fejlett, még a mérsékelten kidomborodó szemekkel együtt alig szélesebb, mint az erős, rövid előtor. Fejpajzsa, pofája és halántéka csupasz.
A szárnyfedők szélén három, egymással össze nem kötött hullámos harántszalag, illetve folt rajzolódik ki (kivéve a C. hybrida egyes változatait, amelyeken egy összekötő oldalszalag is látható). Egyes fajoknál ez a három szalag hat különálló foltra esik szét.
A pénisz praeputial-zsákjának baloldali falában fekvő flagellum rövid, pipa alakú (Székessy).

## Életmódja, élőhelye
A Magyarországon honos fajok főleg homokos területeken élnek (Székessy).

## Rendszertani felosztása
A nemet 21 alnemre bontják. Sok az alnembe sorolatlan faj.

### Alnemek
- Cicindela (Ancylia)
- Cicindela (Austrocicindela)
- Cicindela (Callytron)
- Cicindela (Calochroa)
- Cicindela (Cephalota)
- Cicindela (Cicindela)
- Cicindela (Cicindelidia)
- Cicindela (Cosmodela)
- Cicindela (Dromochorus)
- Cicindela (Ellipsoptera)
- Cicindela (Elliptica)
- Cicindela (Eugrapha)
- Cicindela (Habrodera)
- Cicindela (Habroscelimorpha)
- Cicindela (Hipparidium)
- Cicindela (Hypaetha)
- Cicindela (Lophyridia)
- Cicindela (Pancallia)
- Cicindela (Ropaloteres)
- Cicindela (Spilodia)
- Cicindela (Taenidia)
- Cicindela (besorolatlan)

### Magyarországi fajok, alfajok[2]
- mezei homokfutrinka (Cicindela campestris ssp. campestris L., 1758)
- öves homokfutrinka (Cicindela hybrida ssp. hybrida L., 1758)
- alföldi homokfutrinka (Cicindela soluta) — pannon homokfutrinka (Cicindela soluta ssp. pannonica Mandl, 1936)
- erdei homokfutrinka (Cicindela sylvicola Dejean, 1822)
- nyugati homokfutrinka (Cicindela transversalis Dejean, 1822)

### Egyéb fajok
- - Cicindela abdominalis
  - Cicindela aberrans
  - Cicindela aeneicollis
  - Cicindela africana
  - Cicindela albissima
  - Cicindela alboguttata
  - Cicindela albosinuata
  - Cicindela allardi
  - Cicindela alluaudi
  - Cicindela altaica
  - Cicindela amargosae
  - Cicindela ancocisconensis
  - Cicindela andrewesi
  - Cicindela angulata
  - Cicindela angulicollis
  - Cicindela ankarahitrae
  - Cicindela anometallescens
  - Cicindela antennalis
  - parti homokfutrinka (Cicindela arenaria)
  - Cicindela arenicola
  - Cicindela arida
  - Cicindela asiatica
  - Cicindela asperula
  - Cicindela assamensis
  - Cicindela aterrima
  - Cicindela aulica
  - Cicindela aurofasciata
  - Cicindela aurora
  - Cicindela aurulenta
  - Cicindela barmanica
  - Cicindela basilewskyana
  - Cicindela batechii
  - Cicindela batesi
  - Cicindela belfragei
  - Cicindela bellissima
  - Cicindela beneshi
  - Cicindela bianconii
  - Cicindela bicolor
  - Cicindela blanda
  - Cicindela bohemani
  - Cicindela boops
  - Cicindela bouyeri
  - Cicindela bramani
  - Cicindela brancuccii
  - Cicindela brazzai
  - Cicindela brevipilosa
  - Cicindela cabigasi
  - Cicindela californica
  - Cicindela calligramma
  - Cicindela cardini
  - Cicindela cardoni
  - Cicindela cariana
  - Cicindela carissima
  - Cicindela carolae
  - Cicindela carthagena
  - Cicindela caternaulti
  - Cicindela caucasica
  - Cicindela cazieri
  - Cicindela celeripes
  - Cicindela ceylonensis
  - Cicindela chatthinensis
  - Cicindela chinensis
  - Cicindela chloris
  - Cicindela chlorocephala
  - Cicindela chrysippe
  - Cicindela cicindeloides
  - Cicindela cincta
  - Cicindela circumpicta
  - Cicindela clarina
  - Cicindela clavator
  - Cicindela clypeata
  - Cicindela coerulea
  - Cicindela colasiana
  - Cicindela columbica
  - Cicindela compressicornis
  - Cicindela concolor
  - Cicindela congoensis
  - Cicindela conturbatum
  - Cicindela convexoabrupticollis
  - Cicindela coquerelii
  - Cicindela corbetti
  - Cicindela craverii
  - Cicindela crespignyi
  - Cicindela cristipennis
  - Cicindela cubana
  - Cicindela cuprascens
  - Cicindela cursitans
  - Cicindela cyanea
  - Cicindela cyaniventris
  - Cicindela debilis
  - Cicindela decemguttata
  - Cicindela decemnotata
  - Cicindela denikei
  - Cicindela denverensis
  - Cicindela depressula
  - Cicindela descarpentriesi
  - Cicindela desertorum
  - Cicindela desgodinsii
  - Cicindela despectata
  - Cicindela deyrollei
  - Cicindela diania
  - Cicindela didyma
  - Cicindela diehli
  - Cicindela discrepans
  - Cicindela dispersesignata
  - Cicindela distanti
  - Cicindela divergentemaculata
  - Cicindela diversa
  - Cicindela diversilabris
  - Cicindela dives
  - Cicindela dorsalis
  - Cicindela duodecimguttata
  - Cicindela duplosetosa
  - Cicindela duponti
  - Cicindela dysenterica
  - Cicindela elegantula
  - Cicindela elisae
  - Cicindela equestris
  - Cicindela euthales
  - Cicindela fabriciana
  - Cicindela fatidica
  - Cicindela favergeri
  - Cicindela feisthamelii
  - Cicindela fera
  - Cicindela ferriei
  - Cicindela fimbriata
  - Cicindela fischeri
  - Cicindela flavomaculata
  - Cicindela flavosignata
  - Cicindela flavovestita
  - Cicindela fleutiauxi
  - Cicindela flohri
  - Cicindela floridana
  - Cicindela foliicornis
  - Cicindela fontanea
  - Cicindela formosa
  - Cicindela fowleri
  - Cicindela fulgida
  - Cicindela fulgoris
  - Cicindela funerea
  - Cicindela gabbii
  - Cicindela gabonica
  - Cicindela gallica
  - Cicindela gemmata
  - Cicindela gemmifera
  - Cicindela georgiensis
  - parlagi homokfutrinka (Cicindela germanica)
  - Cicindela gigantula
  - Cicindela goryi
  - Cicindela gracileguttata
  - Cicindela grandidieri
  - Cicindela grandis
  - Cicindela granulata
  - Cicindela gratiosa
  - Cicindela guerrerensis
  - Cicindela guttata
  - Cicindela haefligeri
  - Cicindela hamata
  - Cicindela hamiltoniana
  - Cicindela harmandi
  - Cicindela hemorrhagica
  - Cicindela herbacea
  - Cicindela heros
  - Cicindela hiekei
  - Cicindela highlandensis
  - Cicindela hirticollis
  - Cicindela hirtilabris
  - Cicindela holzschuhi
  - Cicindela hornii
  - Cicindela huttoni
  - Cicindela hydrophoba
  - Cicindela iberica
  - Cicindela ingridae
  - Cicindela intermedia
  - Cicindela interrupta
  - Cicindela interruptoabbreviata
  - Cicindela interruptofasciata
  - Cicindela ioessa
  - Cicindela isaloensis
  - Cicindela ismenia
  - Cicindela jakli
  - Cicindela japana
  - Cicindela japonica
  - Cicindela javeti
  - Cicindela junkeri
  - Cicindela juno
  - Cicindela kachowskyi
  - Cicindela karlwerneri
  - Cicindela kassaica
  - Cicindela katsepyana
  - Cicindela kenyana
  - Cicindela kerandeli
  - Cicindela kikondjae
  - Cicindela klugii
  - Cicindela kolbeana
  - Cicindela kudrnai
  - Cicindela lacrymans
  - Cicindela lacrymosa
  - Cicindela lacteola
  - Cicindela lagunensis
  - Cicindela lamburni
  - Cicindela latesignata
  - Cicindela laticornis
  - Cicindela laurae
  - Cicindela leguilloui
  - Cicindela lemniscata
  - Cicindela lengi
  - Cicindela lepida
  - Cicindela leptographa
  - Cicindela leucopicta
  - Cicindela lewisii
  - Cicindela limbalis
  - Cicindela limbata
  - Cicindela lisaannae
  - Cicindela littoralis
  - Cicindela lizleriana
  - Cicindela longestriata
  - Cicindela longicornis
  - Cicindela longilabris
  - Cicindela lugens
  - Cicindela lugubris
  - foltos homokfutrinka (Cicindela lunulata) (Lophyridia) [3]
  - Cicindela lurida
  - Cicindela lusitanica
  - Cicindela luteolineata
  - Cicindela macra
  - Cicindela macrochila
  - Cicindela macropus
  - Cicindela majalis
  - Cicindela mamasa
  - Cicindela marginata
  - Cicindela marginella
  - Cicindela marginipennis
  - Cicindela mariae
  - Cicindela maritima
  - Cicindela marmorata
  - Cicindela maroccana
  - Cicindela marshalli
  - Cicindela marutha
  - Cicindela mathani
  - Cicindela mechowi
  - Cicindela melissa
  - Cicindela mimula
  - Cicindela mindanaoensis
  - Cicindela minettii
  - Cicindela mireki
  - Cicindela miseranda
  - Cicindela monticola
  - Cicindela moraveci
  - Cicindela mouhoti
  - Cicindela muata
  - Cicindela mufumbweana
  - Cicindela multifoveolata
  - Cicindela mwinilungae
  - Cicindela myinthlaingi
  - Cicindela nagaii
  - Cicindela nebraskana
  - Cicindela nebuligera
  - Cicindela neumanni
  - Cicindela nevadica
  - Cicindela nigrilabris
  - Cicindela nigrior
  - Cicindela nigritula
  - Cicindela nigrocoerulea
  - Cicindela nordmanni
  - Cicindela nosei
  - Cicindela notata
  - Cicindela notopleuralis
  - Cicindela nubifera
  - Cicindela nysa
  - Cicindela nzingae
  - Cicindela oaxacensis
  - Cicindela obliqueclavatum
  - Cicindela obsoleta
  - Cicindela ocellata
  - Cicindela octogramma
  - Cicindela octonotata
  - Cicindela ohlone
  - Cicindela olivacea
  - Cicindela opigrapha
  - Cicindela oregona
  - Cicindela osa
  - Cicindela pamphila
  - Cicindela papillosa
  - Cicindela parowana
  - Cicindela patruela
  - Cicindela pepetela
  - Cicindela permaculata
  - Cicindela perroti
  - Cicindela petermayri
  - Cicindela petitii
  - Cicindela phosphora
  - Cicindela pierronii
  - Cicindela pilatei
  - Cicindela pimeriana
  - Cicindela plumigera
  - Cicindela plutonica
  - Cicindela politula
  - Cicindela praetextata
  - Cicindela princeps
  - Cicindela prodotiformis
  - Cicindela pseudoaurora
  - Cicindela pseudoeuthales
  - Cicindela pseudoradians
  - Cicindela pseudorusticana
  - Cicindela pseudosiamensis
  - Cicindela pseudosoa
  - Cicindela pseudosuturalis
  - Cicindela pseudotereticollis
  - Cicindela pseudoviridis
  - Cicindela pudibunda
  - Cicindela pudica
  - Cicindela pugetana
  - Cicindela pulchra
  - Cicindela punctulata
  - Cicindela puritana
  - Cicindela purpurea
  - Cicindela quadripunctulata
  - Cicindela quedenfeldti
  - Cicindela radians
  - Cicindela rafflesia
  - Cicindela regina
  - Cicindela repanda
  - Cicindela resplendens
  - Cicindela restricta
  - Cicindela rhodoterena
  - Cicindela rivalieri
  - Cicindela robillardi
  - Cicindela roseiventris
  - Cicindela rotundicollis
  - Cicindela rufiventris
  - Cicindela rufoaenea
  - Cicindela rufomarginata
  - Cicindela rugatilis
  - Cicindela rugicollis
  - Cicindela rusticana
  - Cicindela sacchii
  - Cicindela sachalinensis
  - Cicindela safraneki
  - Cicindela sahlbergii
  - Cicindela salvazai
  - Cicindela sanguineomaculata
  - Cicindela satura
  - Cicindela scabrosa
  - Cicindela schauppii
  - Cicindela schillhammeri
  - Cicindela scutellaris
  - Cicindela sedecimpunctata
  - Cicindela segonzaci
  - Cicindela semicircularis
  - Cicindela semiconfluens
  - Cicindela senilis
  - Cicindela separata
  - Cicindela serieguttata
  - Cicindela setosomalaris
  - Cicindela severa
  - Cicindela sexguttata
  - Cicindela sexpunctata
  - Cicindela shinjii
  - Cicindela shivah
  - Cicindela shozoi
  - erdei homokfutrinka (Cicindela silvicola)
  - Cicindela sjoestedti
  - Cicindela smaragdina
  - Cicindela smrzi
  - Cicindela soalalae
  - Cicindela sommeri
  - Cicindela songorica
  - Cicindela sperata
  - Cicindela splendida
  - Cicindela stephanae
  - Cicindela striga
  - Cicindela sturmii
  - Cicindela suturalis
  - Cicindela suturata
  - Cicindela sylvatica
  - Cicindela talychensis
  - Cicindela tenuicincta
  - Cicindela tenuisignata
  - Cicindela tereticollis
  - Cicindela terricola
  - Cicindela thalestris
  - Cicindela theatina
  - Cicindela thugurica
  - Cicindela togata
  - Cicindela trailini
  - Cicindela tranquebarica
  - Cicindela transbaicalica
  - Cicindela transversefasciata
  - Cicindela trifasciata
  - Cicindela trimaculata
  - Cicindela tritoma
  - Cicindela turkestanica
  - Cicindela turkestanicoides
  - Cicindela unipunctata
  - Cicindela vasseletii
  - Cicindela velata
  - Cicindela velutinigrens
  - Cicindela veracruzensis
  - Cicindela virgula
  - Cicindela viridicollis
  - Cicindela viridiflavescens
  - Cicindela viridipennis
  - Cicindela viridisticta
  - Cicindela vittata
  - Cicindela vonhageni
  - Cicindela vulcanicola
  - Cicindela wachteli
  - Cicindela walkeriana
  - Cicindela wapleri
  - Cicindela waynei
  - Cicindela whithillii
  - Cicindela wickhami
  - Cicindela willistoni
  - Cicindela xanthophila